# Rethymnon (stad)
Rethymnon (IPA [reθimno]) (Grieks: Ρέθυμνο, ook Rethimno, Rethymnon, Réthymnon, en Rhíthymnos) is een stad en gemeente (dimos) op het Griekse eiland Kreta. De stad telt ongeveer 32.000 inwoners, de gemeente ongeveer 55.000. Het maakt deel uit van de regionale eenheid en het voormalig departement Rethymnon.

## Geschiedenis
De stad is gebouwd in de oudheid, maar is nooit uitgegroeid tot een grote stad. Het was echter groot genoeg om eigen geldstukken uit te geven. Een van die geldstukken vormt het schild van de stad.
Rethymnon begon opnieuw te groeien toen de Venetiaanse veroveraars van het eiland een commerciële tussenstop wensten tussen Iraklion en Chania. De hedendaagse oude stad (Palia Poli) is bijna volledig gebouwd door de Turkse en Venetiaanse overheersers.
Het heeft een oude binnenstad met veel kleine straatjes en een haven met een vuurtoren. Daaromheen is een moderne stad gebouwd met voornamelijk betonnen gebouwen.
Rethymnon haalt zijn inkomsten voornamelijk uit toerisme en is het de basis van de filosofische school van de universiteit van Kreta.

## Bestuurlijke indeling
Rethymnon is sinds 2011 een fusiegemeente in de Griekse bestuurlijke regio (periferia) Kreta. Het bestaat uit de deelgemeenten Arkadi, Lappa, Nikiforos Fokas en Rethymnon. In de gemeente liggen onder meer de plaats Gonia en het Arkadi-klooster.

## Fotogalerij

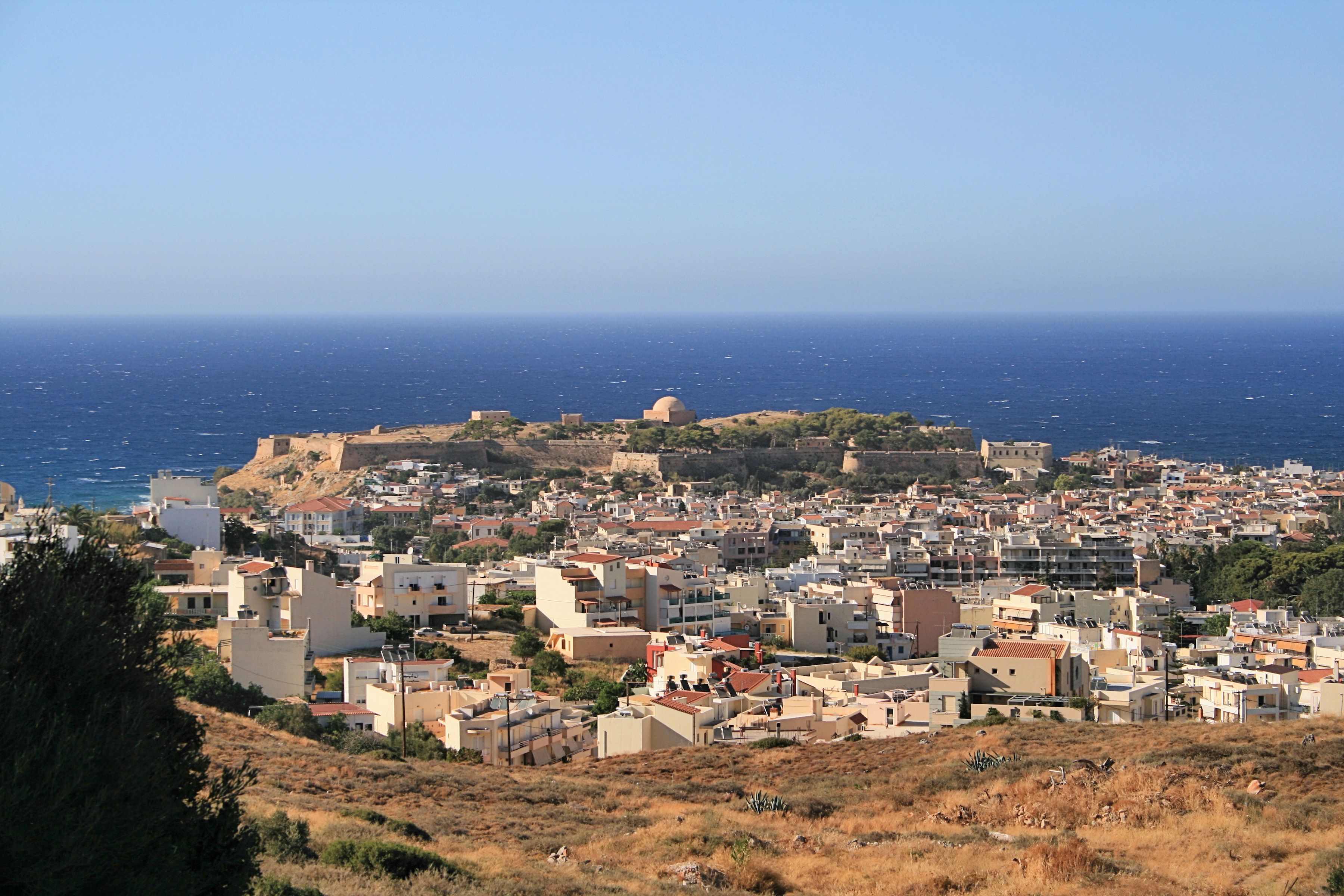
Rethymnon met het Venetiaanse fort
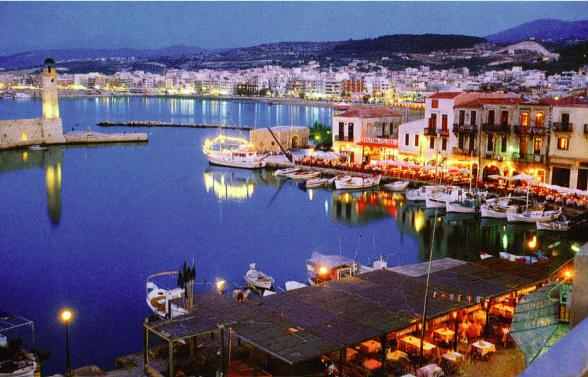
Haven van Rethymnon
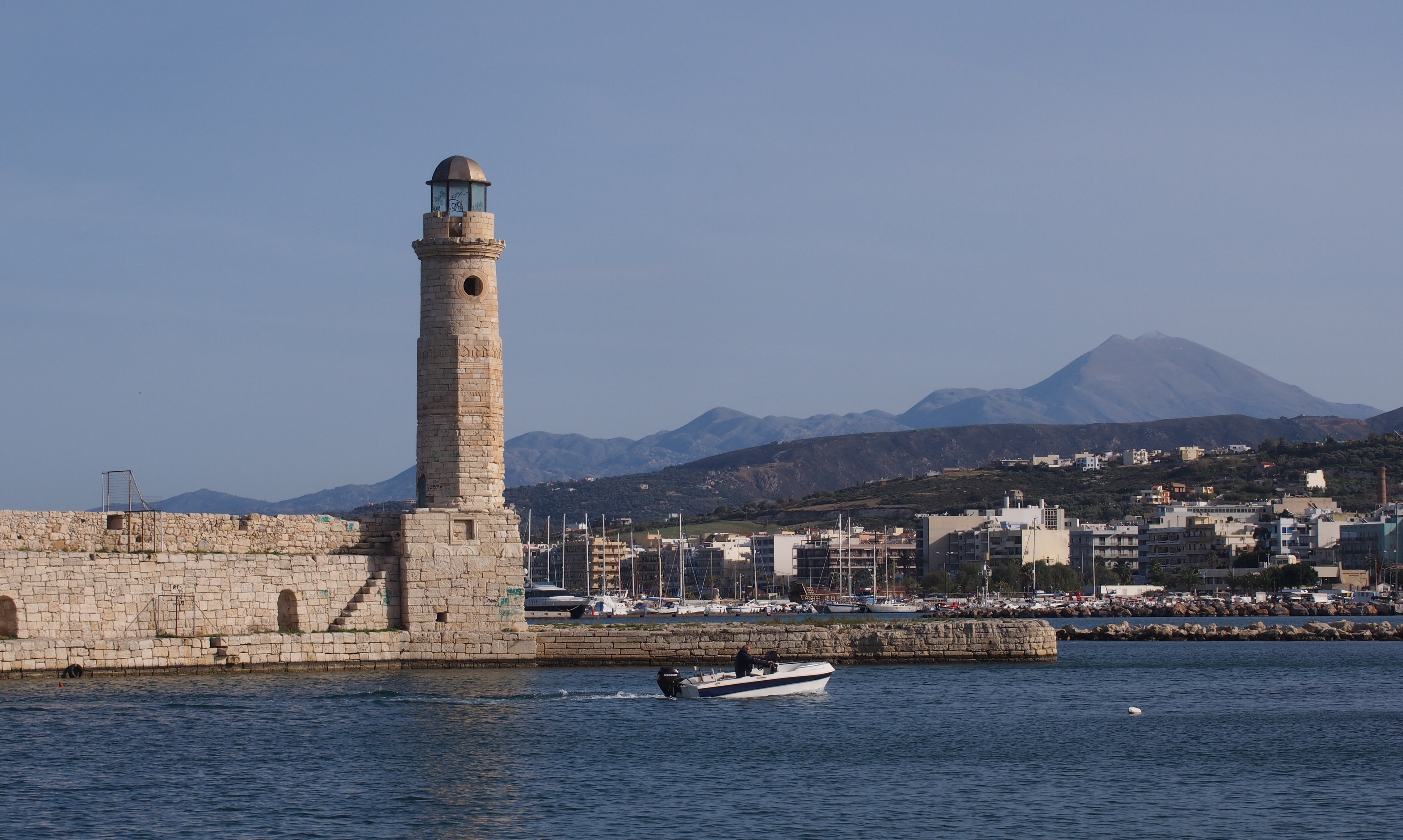
Haven van Rethymnon
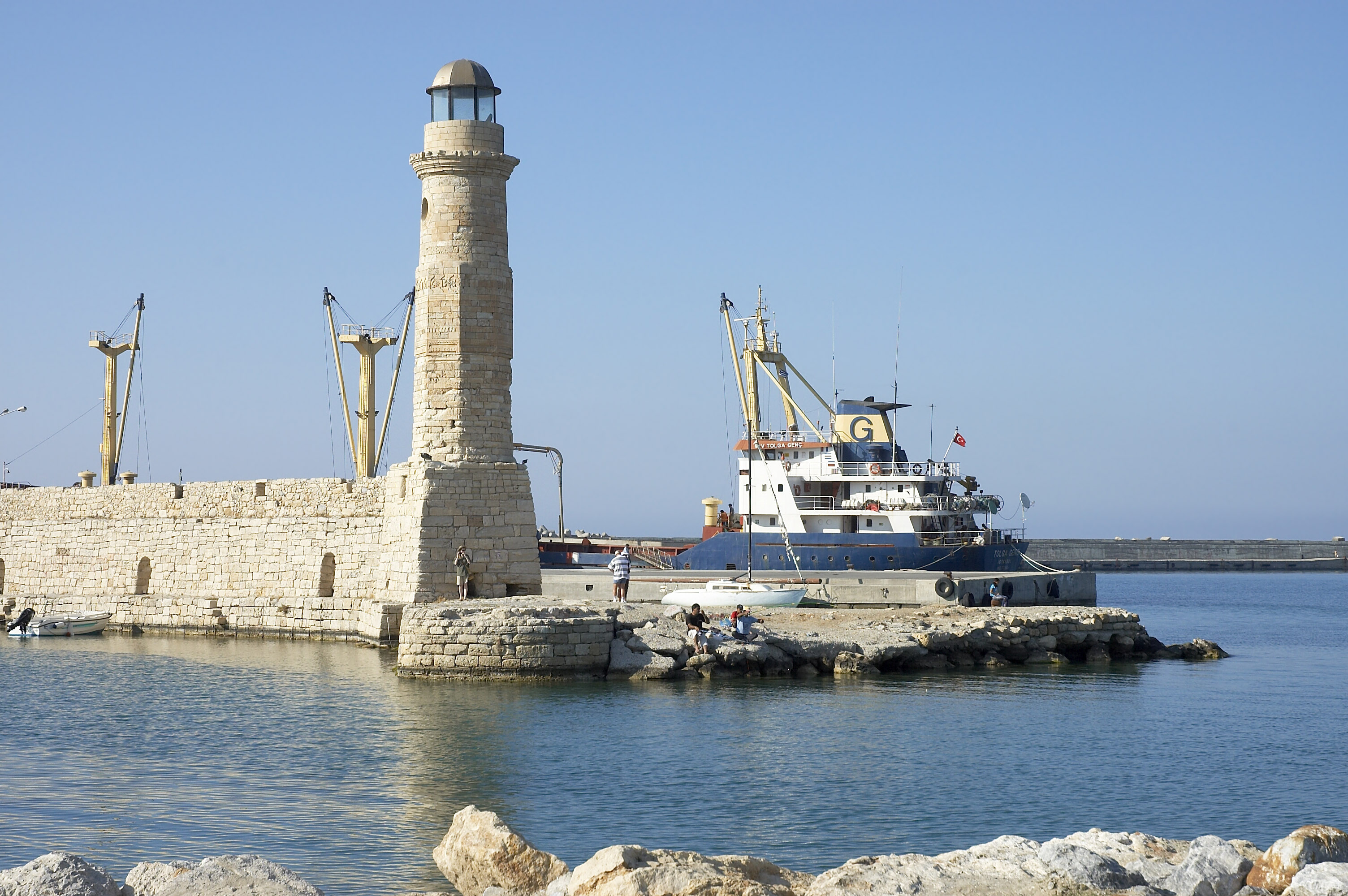
Vuurtoren van Rethymnon
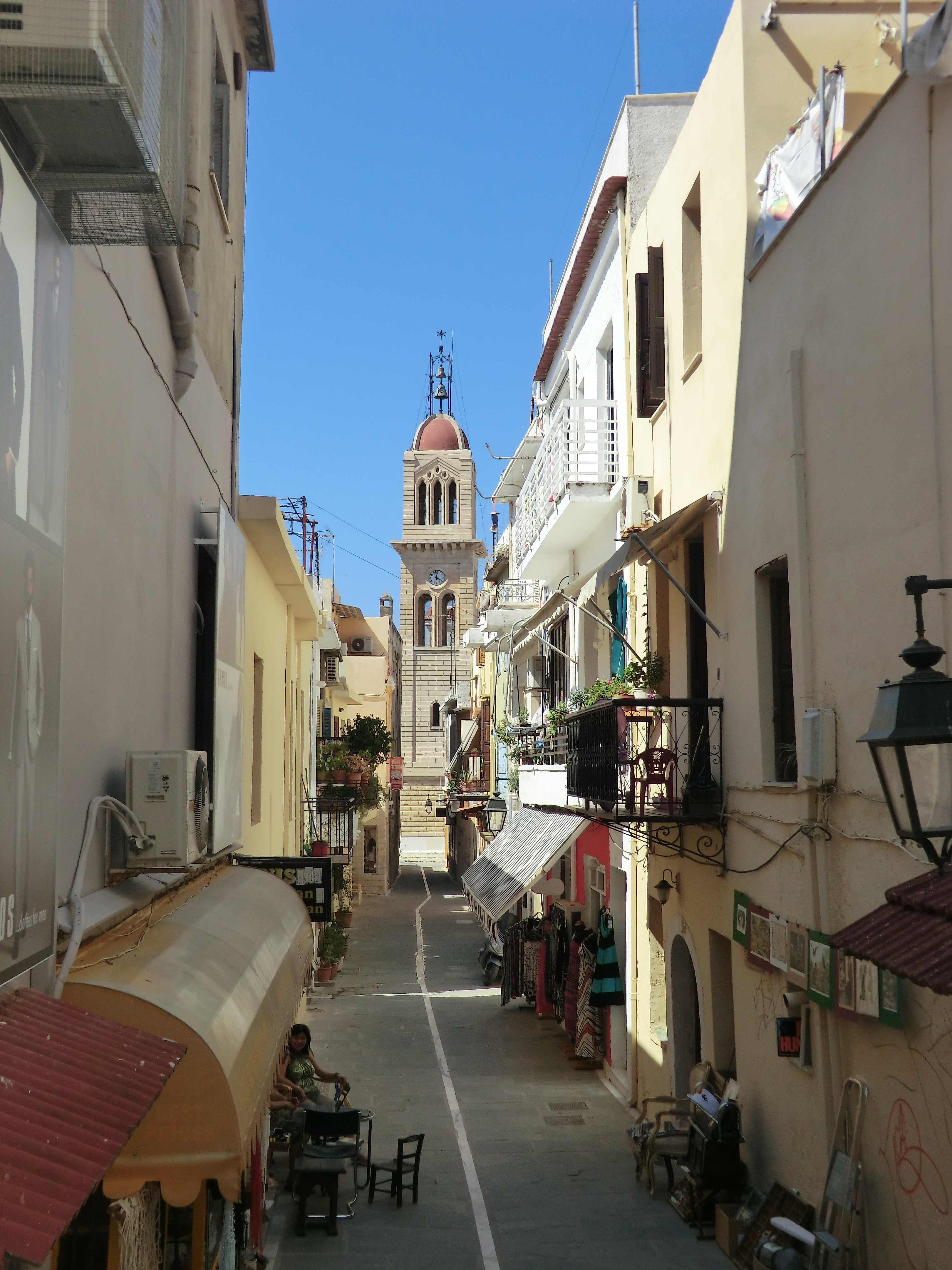
Straat in Rethymnon